# Экономика Чебоксар
Чебоксары  является крупным экономическим центром в Среднем Поволжье. Экономика города характеризуется, прежде всего, развитой промышленностью. Ведущие отрасли: электро-энерго оборудование, машиностроение и пищевая промышленность.

## Промышленность

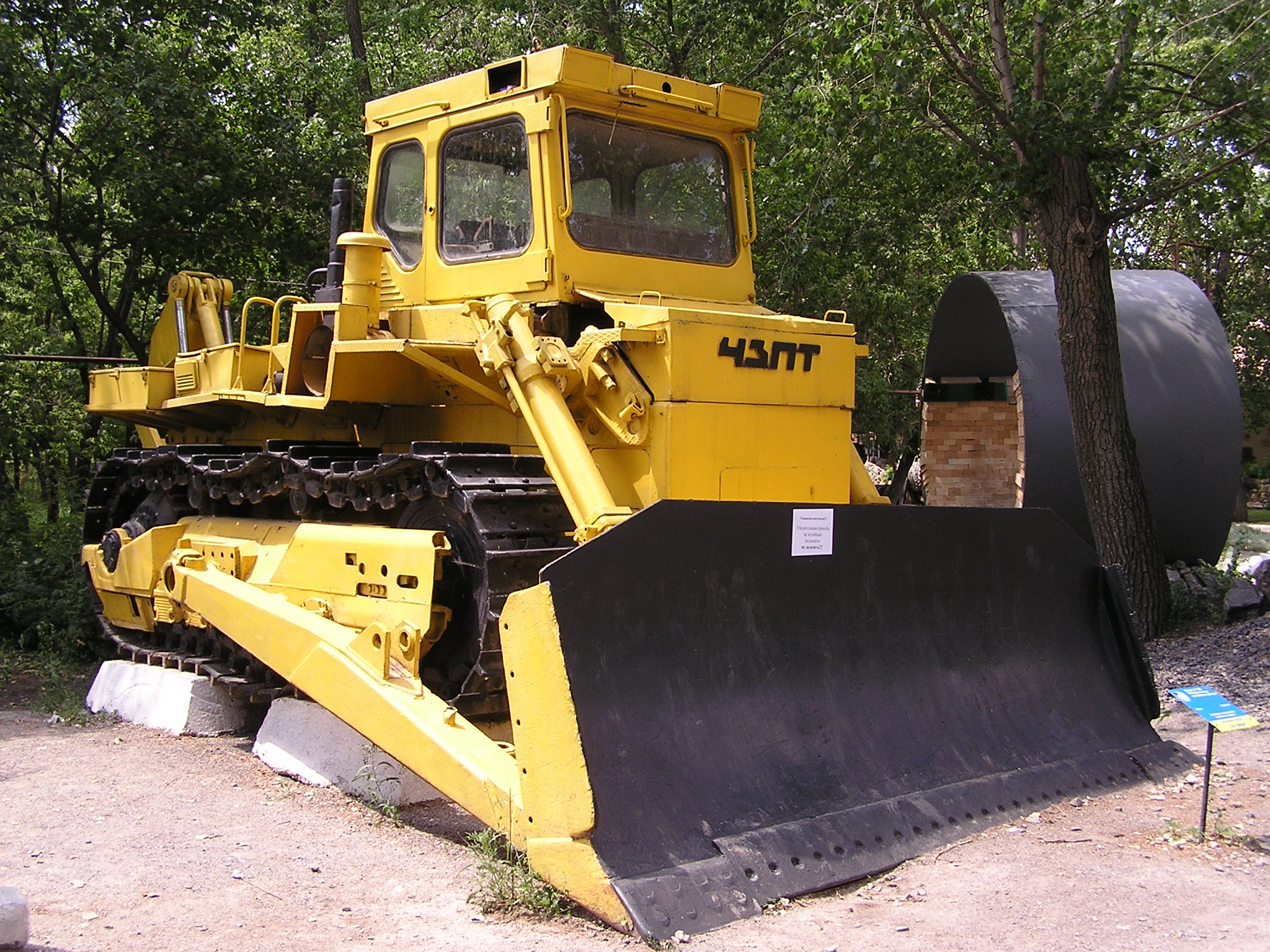
Продукция Чебоксарского завода промышленных тракторов

Объём отгруженных товаров собственного производства, выполненных работ и услуг по чистым видам экономической деятельности по обрабатывающим производствам (крупным и средним организациям) на 2010: 44,53 миллиарда рублей, в том числе:
- производство электрооборудования, электронного и оптического оборудования 15,09,
- производство машин, оборудования и транспортных средств 9,23
- производство пищевых продуктов, включая напитки, и табака 8,53
- металлургическое производство и производство готовых металлических изделий 4,03 миллиард рублей.

Основные промышленные предприятия и коммунально-складские учреждения объединены в промышленные зоны Восточную и Южную (80 % рабочих мест промышленности города). В центральном секторе города проживает около 7 % населения, сосредоточено примерно 70—75 % рабочих мест непроизводственной сферы. Северный сектор — Заволжье — наименее заселённый район и характеризуется в основном как рекреационная зона.

## Транспорт
|  |                                      |  |                      |  |                          |  |                         |  |
|  | Железнодорожный вокзал «Чебоксары-I» |  | Аэропорт «Чебоксары» |  | Чебоксарский речной порт |  | Чебоксарский троллейбус |  |

См. статью Чебоксарский троллейбус
Экономико-географическое положение города характеризуется наличием автомагистралей «Нижний Новгород — Чебоксары — Ульяновск», а через плотину Чебоксарской ГЭС — на Казань и Йошкар-Олу. Через Чебоксары проходят две федеральные автомагистрали: М7 Волга и Р176 Вятка. Расстояние от Чебоксар до административных центров (столиц) соседних регионов городов: Йошкар-Ола — 100 км; Казань — 158 км; Нижний Новгород — 240 км; Ульяновск — 246 км. Расстояние до Москвы — 650 км. До железнодорожного центра Чувашии — Канаша — 80 км.

Городской транспорт в районе вокзала

В пределах Чувашии Чебоксары имеют прочную связь со всеми административными районами республики благодаря развитой автодорожной сети. Практически 85 % грузооборота и пассажирооборота приходится на автомобильный транспорт.
Между Чебоксарами и Москвой действует регулярное железнодорожное сообщение. От Казанского вокзала Москвы до Чебоксар ходит фирменный поезд «Чувашия». Также регулярно ходят поезда до Санкт-Петербурга, а в летнее время — до Адлера и Новороссийска.
Из Чебоксарского аэропорта осуществляются регулярные авиарейсы «Чебоксары—Москва».
Городской транспорт представлен троллейбусом (см. Чебоксарский троллейбус), автобусом, маршрутными такси и такси.
- Первые регулярные рейсы волжских пароходов начались в середине XIX века.
- Первая междугородняя автобусная линия (до Канаша) открылась 10 октября 1929 года.
- Первый поезд прибыл на станцию Чебоксары 21 января 1939 года.
- Первый городской автобусный маршрут открылся в мае 1946 года.
- Первый городской троллейбусный маршрут открылся 7 ноября 1964 года.

### Мосты
- Гагаринский мост. Расположен между улицами Фучика и Гагарина. Перекинут над речкой Трусиха. Длина — 407,6 м, ширина — 15,5 м. Имеет по две полосы движения в каждую сторону. Открыт в 1977 году.
- Калининский мост. Расположен между улицами Композиторов Воробьёвых и Калинина. Под мостом находится заключённая в железобетонные трубы река Кайбулка. Длина — 113,2 м, ширина — 15,6 м. Имеет по две полосы движения в каждую сторону.
- Московский мост. Расположен между улицей Композиторов Воробьёвых и Московским проспектом. Перекинут над рекой Чебоксарка, которой суждено было впоследствии стать Чебоксарским заливом. Длина — 266 м, ширина — 14 м. Имеет по три полосы движения в каждую сторону. Открыт в 1969 году.[2] Реконструирован в 2015-2018 годах.[3]
- Сугутский мост. Расположен между улицами Фучика и Зои Космодемьянской. Часть развязки с проспектом Айги. Перекинут над рекой Сугутка. Длина — 271,5 м, ширина — 17,5 м. Имеет по две полосы движения в каждую сторону. Открыт в 1981 году.
- Октябрьский мост. Расположен между проспектом Никольского и улицей Зои Космодемьянской. Соединяет северо-западный и юго-западный районы. Длина — 273,4 м, ширина — 17,5 м. Имеет по две полосы движения в каждую сторону. Открыт в 1985 году.
- Мост Тракторостроителей. Расположен на проспекте Тракторостроителей. Перекинут над рекой Малая Кувшинка. Имеет по четыре  полосы движения в каждую сторону.
- Путепровод Мира, или т. н. «Горбатый мост». Расположен на проспекте Мира. Под мостом проходят железнодорожные пути. Длина — 302 м, ширина — 30 м. Имеет по три полосы движения в каждую сторону.
- Путепровод на Президентском бульваре. Расположен на Президентском бульваре над ул. Гагарина. Часть развязки с ней и Гагаринским мостом. Длина — 49,6 м, ширина — 18 м. Имеет по две полосы движения в каждую сторону.

## Торговля
Крупные торговые центры Чебоксар:
- «МТВ-Центр»
- Торгово-развлекательный комплекс «Волжский»
- Торговый центр «Мадагаскар»
- Торговый дом «Питер»
- Торгово-развлекательный комплекс «Мега Молл» (76 000 кв. м.)
- Торговый центр «Меридиан» (12 000 кв. м.)
- Торговый центр «Семь холмов»
- Торговый дом «Детский мир»
- Торгово-развлекательный комплекс «Каскад-сити»
- Торговый центр «Шупашкар»
- Центральный универмаг «Дом торговли»
- Торговый центр «Дом мод»
- Торговый центр «Карусель»

Розничные сети Чебоксар: (на декабрь 2022)
| Наименование         | Общее число магазинов |
| -------------------- | --------------------- |
| Пятёрочка            | 91                    |
| Перекрёсток          | 6                     |
| Магнит у дома        | 107                   |
| Магнит Косметик      | 39                    |
| Фасоль               | 5                     |
| EuroSpar             | 2                     |
| SPAR                 | 5                     |
| Победа               | 9                     |
| Светофор             | 4                     |
| Акконд               | 50                    |
| Звениговский         | 52                    |
| Авокадо              | 11                    |
| Fix Price            | 23                    |
| Лента                | 1                     |
| Стройландия          | 1                     |
| METRO Cash and Carry | 1                     |

Специализированные торговые предприятия:
- «Алмаз-Холдинг»
- «585» (ювелирные изделия)
- «М.Видео»
- «Спортмастер»
- «DNS»

Рынки Чебоксар:
- Центральный рынок
- Вещевой рынок «Ярмарка»
- Фермерский рынок «Московский»
- Южный рынок
- Юго-западный торговый рынок
- «Северная ярмарка»

## Сфера услуг
В городе хорошо развита сфера услуг, включающая ателье, клининговые компании, компьютерные салоны, ломбарды, парикмахерские, фотоателье, химчистки и прачечные, охранные предприятия, предприятия общественного питания, по ремонту и изготовлению ювелирных изделий, по ремонту и пошиву обуви, по ремонту телерадиоаппаратуры и сложно-бытовой техники, по ремонту часов и т. д.
На территории города на левом берегу Волги расположен санаторно-курортный комплекс «Чувашия».

### Связь
В Чебоксарах шестизначные городские телефонные номера. Код города — 8352.
Операторы проводной связи: Аквилон, Филиал в Чувашской Республике ОАО «Ростелеком», Инфолинк, ЗАО «ЭР-Телеком Холдинг»" (Дом.ру), ЗАО «Инфанет», ООО «NetByNet» («Чебнет»), ООО «Шупашкартранс-К» (Etherway).
В городе оборудовано множество хот-спотов для доступа в сеть по технологии Wi-Fi в общественных местах.
Услуги сотовой связи в городе предоставляют операторы Билайн, МТС, МегаФон и Tele2.
Услуги кабельного телевидения предоставляют компании Ростелеком, ООО «Шупашкартранс-К» (Etherway), Инфолинк, ЭрТелеком, НКТВ (Аквилон).
Услуги беспроводного доступа в интернет предоставляют компании Энфорта, ООО «ВИП-технологии», Yota.

## Строительство
В городе действует более 80 строительных организаций.

## Внешнеэкономическая деятельность
Город Чебоксары поддерживает торгово-экономические отношения с 57 странами мира (данные на конец 2004 года). Наиболее крупными участниками внешнеэкономической деятельности являются Чебоксарский приборостроительный завод, Чебоксарский агрегатный завод, Чебоксарский завод промышленных тракторов, Чебоксарская кондитерская фабрика.